# نظام أباد (رستاق)
نظام أباد (بالفارسية: نظام‌آباد) هي قرية تقع في إيران في Rostaq Rural District. يقدر عدد سكانها بـ 105 نسمة .